# Yucca thompsoniana
Yucca thompsoniana (Trivialname: Trans Pecos-Yucca) ist eine Pflanzenart der Gattung der Palmlilien (Yucca) in der Familie der Spargelgewächse (Asparagaceae).

## Beschreibung
Yucca thompsoniana wächst solitär und bildet einen Stamm von 1 bis 2,5 Meter Höhe. Die variablen blauen bis blaugrünen, rauen Laubblätter sind 25 bis 45 cm lang, 1 bis 1,5 cm, an der Basis bis 3 cm breit. Sie sind wie alle Vertreter der Sektion Chaenocarpa Serie Rupicolae an den Blatträndern fein gezahnt.
Der über den Blättern beginnende, verzweigte Blütenstand wird 1 bis 2 Meter hoch. Die hängenden, glockigen, weißen bis cremefarbenen Blüten weisen eine Länge von 3 bis 6 cm und einen Durchmesser von bis zu 3,5 cm auf. Die Blütezeit reicht von April bis Mai.

## Vorkommen und Systematik
Yucca thompsoniana ist nah mit Yucca rostrata verwandt, einem weiteren Vertreter der Sektion Chaenocarpa Serie Rupicolae. Jedoch ist sie in allen Ausmaßen kleiner. Die Pflanze ist in Mitteleuropa frosthart bis −20 °C bei trockenem Stand in den Wintermonaten.
Yucca thompsoniana ist auf dem „Edwards Plateau“ in Texas und in Mexiko in den Staaten Chihuahua, Coahuila und Nuevo León auf Ebenen oder flachen Hügeln in steinigen Böden in Höhenlagen zwischen 300 und 1500 m verbreitet. Diese Art wächst oft vergesellschaftet mit Yucca carnerosana, Yucca torreyi sowie verschiedenen Agaven- und Kakteen-Arten.
Der botanische Name ehrt Charles Henry Thompson.
Die Erstbeschreibung durch William Trelease wurde 1911 veröffentlicht.

## Bilder
Yucca thompsoniana:

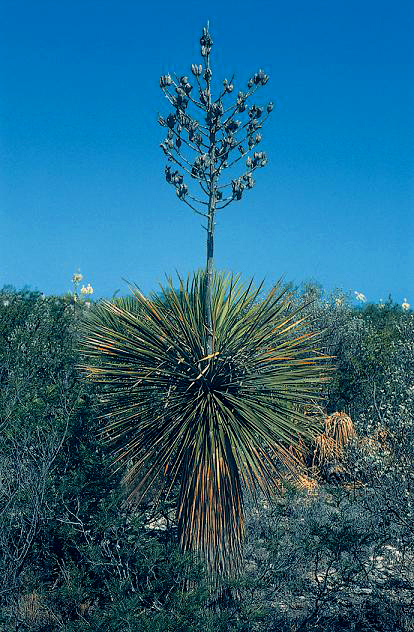
Fruchtstand mit trockenen Kapselfrüchten in Mexico
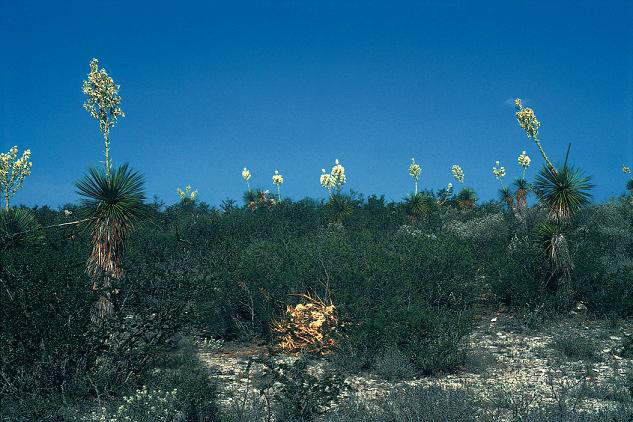
Kleine Kolonie mit Blütenständen in Mexiko
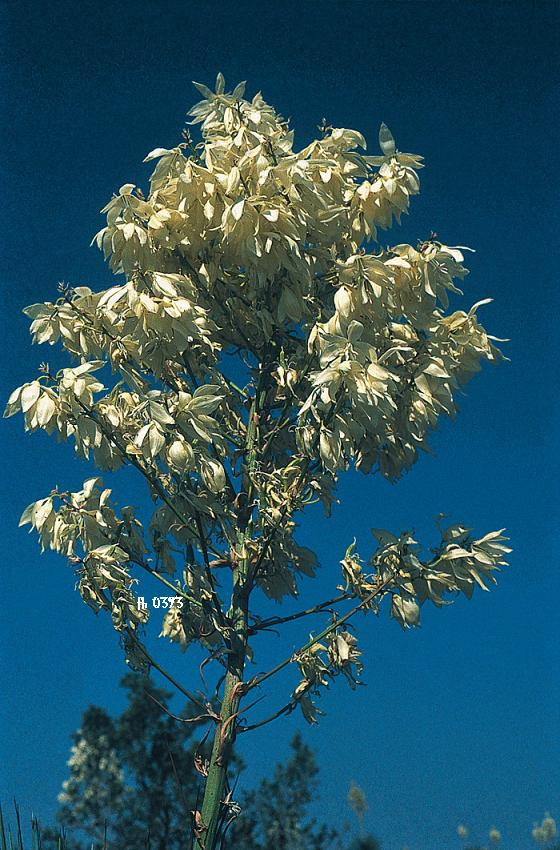
Blütenstand
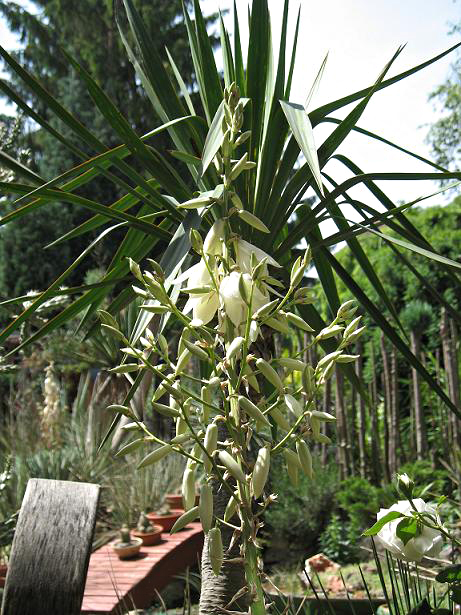
Blütenstand in Kultur